# Palencia (Gwatemala)
Palencia – miasto w południowo-wschodniej Gwatemali, w departamencie Gwatemala. Miasto jest siedzibą gminy o tej samej nazwie, która w 2012 roku liczyła 60 202 mieszkańców. Przemysł maszynowy i spożywczy.